# Siketi Sound
De Siketi Sound is een inham in de Alexanderarchipel in de Alaska Panhandle in het zuidoosten van Alaska in de Verenigde Staten.

## Geografie
De inham ligt ten noordwesten van Baker Island, ten zuidwesten van Lulu Island en ten zuidoosten van Cone Island. In het zuidwesten mondt de inham uit in de Golf van Alaska. In het noordoosten sluit ze na de nauwte tussen Lulu Island en Baker Island aan op de Port Real Marina. In het noordwesten op het Saint Nicholas Channel.
Het waterlichaam ligt in de mariene ecoregio Noord-Amerikaans Pacifisch Fjordland.

## Geschiedenis
De naam van de inham betekent in het Tlingit "zeeotter" en werd in 1924 door de United States Geological Survey aan de inham gegeven. In 1906 werd de inham door Baker aangeduid als "Sea Otter Harbour".